# 祖·卡達
約瑟·「喬」·卡達（英語：Joseph "Joe" Cada，1987年11月18日—），出生於密芝根州的舒爾比特設鎮區，美國職業撲克玩家，因為贏得2009年世界撲克大賽主賽冠軍而聲名大噪。
在2009年世界撲克大賽主賽事，卡達打敗來自全世界多達6,494名的參賽者，打破彼得·伊斯基特的紀錄而成為歷年最年輕冠軍得主。卡達奪世界冠軍之前已曾兩度在世界賽贏得獎金，並且都是在2009年做到的。卡達在成為世界賽冠軍之前，已有多年網上撲克經驗。他在網上撲克贏得的總獎金已超越50萬美元。截至2014年8月，他在實戰比賽贏得超過1029萬美元。卡達在2009年代表撲克之星團隊參加世界賽，經過數星期的搏殺後成為世界冠軍。2012年6月18日，在2,811名選手競逐下，他打入世界賽的$1,500無限注德州撲克決賽，但在最後單挑飲恨，僅得第二名。2014年卡達奪得個人第二個世界賽手鐲，在2014年6月舉行的$10,000無限注德州撲克六手牌中，在264名選手爭奪下跑出，贏得逾67萬美元。
卡達出身於「卡牌世家」，不過他的父母卻反對他成為職業撲克玩家。他的經理人為他起了「小子」（The Kid）的稱號，而他亦在傳媒和政治界佔有一席位，積極提倡撲克合法化。

## 撲克事業
卡達在16歲開始接觸網上撲克。他曾兩次為帳號充值，但他與哥哥謝路美（Jerome）共用的帳號均輸光所有籌碼。他的首個帳號是在PartyPoker開設。時齡19歲的卡達正式展開他的撲克生涯，雖然他未滿21歲不能進入美國賭場，但卻能合法進入加拿大賭場，他先玩網上撲克。接連多次將籌碼輸光後，他開始穿梭與自己家鄉底特律鄰近、加拿大安大略省溫莎的賭場玩實戰撲克。他在賭桌上賺到了足夠讓他參加巴哈馬和哥斯達黎加撲克比賽所需的開支。
卡達在成為世界冠軍之時，已經有六年職業撲克經驗。在2008年和2009年的主賽決賽日之間，他在網上贏得551,788美元。在進入比賽之前，他曾一度倒輸15萬美元而逼使他尋找財政支援以報名參加世界賽。最終職業撲克財政家艾力·哈巴（Eric Haber）和基夫·約瑟菲（Cliff Josephy）為卡達支付世界賽的入場費，以換取他在賽場獲得的一半獎金。
經過世界賽的成功，卡達現時每日在撲克之星以網名jcada99玩二千手牌。他喜愛在不同的網上撲克網站玩「周日大賽」，亦會在線上訓練網站追隨資深高手以磨練技術。他常邀請一大班在周日牌局認識的牌友到他家作客，互相交流技術心得。卡達多數會邀請約十五位朋友到他家玩網上撲克。根據卡達在CardPlayer雜誌的個人資料，他會使用相似的網名在不同網站玩牌：除了撲克之星外，他在Full Tilt Poker亦使用jcada99，而在Absolute Poker則使用JCADA99。

## 世界撲克大賽
| 年份 | 獲得獎金 | 入圍決賽 | 手鐲 |
| ---- | -------- | -------- | ---- |
| 2009 | 3        | 1        | 1    |
| 2011 | 2        |          |      |
| 2012 | 3        | 1        |      |
| 2013 | 3        | 2        |      |
| 2014 | 1        | 1        | 1    |

| 年份 | 賽事                         | 獎金（美元） |
| ---- | ---------------------------- | ------------ |
| 2009 | $10,000 無限注德州撲克       | $8,547,044   |
| 2014 | $10,000 無限注德州撲克六手牌 | $670,041     |

### 2009年世界撲克大賽
在2009年世界撲克大賽，他共在三項賽事贏得獎金：分別在6月5日至7日舉行的項目13－無限注$2,500德州撲克，在1,088位參賽者中排在第64名，令他贏得6,681美元；在6月16日至18日舉行的項目35－無限注$1,500德州撲克，在2,095位參賽者中排在第17名，為他帶來21,533美元；在7月3日至15日、11月7日和9日舉行的項目57－無限注$10,000世界德州撲克錦標賽中，在6,494名參賽者中脫穎而出，贏得8,546,435美元。
卡達贏得世界冠軍前，已經獲得撲克之星的一紙價值一百萬美元的合約，該公司為他支付所有酒店、旅遊開支及部份入場費用。他因接受ESPN記者菲爾·哥頓的訪問時向各撲克公司大送秋波，UltimateBet、PokerHost聞訊後即向卡達和他的經理人丹·法蘭克（Dan Frank）提供合約，但最終卡達還是選擇了知名度較高的撲克之星。
在主賽中，卡達在賽日1C（即首個賽日的第三節）完結後曾成為籌碼領先者，但他最後以第五名進入決賽。他在決賽桌的第122手牌時手持A♦ J♣，在翻牌前決定「全押注」與持A♣ K♥的謝夫·蘇曼對撼，結果在沒有公共牌之下，蘇曼憑「大牌」勝出這手牌。落敗後卡達一度剩下2,275,000籌碼—只得四盲注及約佔總籌碼的1.2%。在瀕臨出局之際，卡達連續兩手牌在手持小對子之下決定「全押」，在均被對手以較大的對子跟注之下，他在這兩手牌都以「三條」幸運取勝，成功扭轉劣勢。經過多番混戰後，桌上只剩下兩名玩家—卡達和達爾文·慕恩，卡達以1.35億的籌碼領先只得5800萬的慕恩。在單挑賽中，卡達曾被反超前，但在第80手牌後他以1.2億籌碼重新奪回領先優勢。在致勝的一手牌中，手持9♣ 9♦的他在翻牌前「全押」，面對慕恩的Q♦ J♦。翻牌結果是8♣ 2♣ 7♠ K♥ 7♣，在牌面僅得一對7而沒有公共牌之下，卡達以「兩對」取勝。這手牌亦是單挑賽中的第88手牌。
這三場賽事令卡達的實戰賽事累積獎金突破850萬美元。此外，他的22歲生日正是在世界賽完結後的一個多星期，他亦因此超越時齡22歲的彼得·伊斯基特，成為世界撲克大賽史上最年輕的主賽手鐲得主。在取得世界冠軍時，他比伊斯基特小340日。在贏得世界賽後的一周，卡達以撲克大使的身份多次出席公眾場合。他亮相的媒體和節目包括CNN、CBS新聞、CNBC、《大衛牙擦騷》及數個ESPN節目如《第一炮》、《范佩特騷》、ESPNU、ESPNews、ESPN內幕交易及ESPN.com，他亦有參與錄影《體育中心》，但相關片段未有播出。此外，他亦獲邀現場觀賞WWE Raw節目。在一連串的公開活動中，卡達邀得丹尼士·菲臘斯擔任其顧問。
他在世界撲克大賽共有十二項賽事中贏得獎金，包括三次在2009年、兩次在2011年、三次在2012年、三次在2013年及一次在2014年。他在2012年6月16日至18日舉行的項目31—$1,500無限注德州撲克中，在2,811參賽者中勇奪第二名，為他帶來412,424美元進帳。

## 個人
祖的母親安妮在摩打城賭場擔任廿一點荷官。卡達有一名哥哥謝路美。從事汽車業的父親謝利（Jerry）在2000年代末的經濟大衰退影響下失業。在2009年世界撲克大賽舉行期間，數十位卡達的支持者穿上代表密芝根狼獾的金黃色和藍色T恤為他打氣，T恤上更印上「撲克之星密芝根祖·卡達」之字句及在前方印上紋章，而他們亦戴上在後方印有紋章的密芝根棒球隊帽。（小子）這個暱稱是卡達的經理人為他改的。卡達在接受《時代雜誌》訪問時表示估計有約100位朋友充當啦啦隊到現場為他打氣。
在《時代》的訪問中，卡達在賭博合法性的議題上亦表達了自己對撲克合法化的意願：「我支持網上玩撲克的權利。撲克並非賭博，它是興趣、是活動、是遊戲。它不是講求運氣—它需要邏輯、理性決策及數學。我們應能隨時玩網上撲克，將之非法化必定會損害我們的權利。這是一項重要議題，我衷心希望這事可以盡快完滿解決。」此外，卡達亦是室內足球愛好者。截至2009年，他考慮在拉斯維加斯添置新居，亦有可能開設一間酒吧。
卡達的撲克及體育燒烤（Cada's Poker & Sports Grill）於2011年尾在密芝根州斯特靈海茨開幕，這店鄰近卡達的家鄉舒爾比特區。不過，這間店已經結業。

## 外部連結
- Joseph Cada at Cardplayer.com – 玩家資料 （页面存档备份，存于）
- Joseph Cada at WSOP.com – 玩家資料 （页面存档备份，存于）
- Joseph Cada – 玩家資料於Bluff Magazine（英语：Bluff Magazine）
- Joseph Cada at Hendon Mob – 玩家資料 （页面存档备份，存于）